# Pierre Parlebas

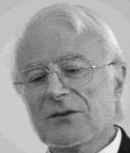
Pierre Parlebas (1999)

Pierre Parlebas (* 19. Februar 1934 in Paris) ist Sportlehrer, Sportsoziologe und Sportphilosoph an der Sorbonne.

## Leben
Nach seinem Abitur in Auteuil studierte er 1955–1958 Sport  am ENSEP (école normale supérieure d'éducation physique) und schloss mit dem Sportlehrerexamen ab. Während er in Paris als Sportlehrer arbeitete, setzte er seine Studien fort, sodass er von 1965 bis 1973 Lehrkraft am  ENSEP wurde und der Erste, dem der Status eines Forschers zuerkannt wurde. Von 1974 an unterrichtete er am INS (Institut national du sport), das schon bald als INSEP (Institut national du sport, de l'expertise et de la performance) eine Sporthochschule speziell für Leistungssportler und Trainer wurde. Auch hier setzte er parallel seine Studien fort, promovierte und habilitierte (Docteur d’État) sich (für Sozialwissenschaften und Mathematik) 1984 als erster Sportlehrer an der Sorbonne, wo er von 1985 als Lehrstuhlinhaber  angestellt wurde, aber weiter am INSEP als externer Prüfer für Sporttheorie einer Vielzahl von Leistungssportlern war.
Er arbeitete lange als Gründungsdekan die Fakultät für Human- und Sozialwissenschaften der Sorbonne, leitete von 1980 bis 2014 die Wissenschaftliche Kommission der Fédération internationale d’éducation physique (FIEP) und war der Direktor des CEMEA (Centre d'entraînement aux méthodes d'éducation active).

## Seine Theorien
Ausgehend von der psychomotorischen Bedeutung des Sports hat er ein System der Praxeologie des Sports aufgestellt, in dem jede Sportart(-disziplin) auf maximal drei Koordinaten dargestellt werden kann: Individuell (der Psychomotorik zugeordnet) oder Mannschaft (der Soziomotorik zugeordnet); Anwesenheit von Partner(n)(=P) oder Gegner(n)(=A);  Ungewissheit durch Umgebung/Spielfeld (=I). Fußball ist damit heute eine PA-Sportart (ohne I, da die Fußballplätze standardisiert sind).
Generell gibt es eine Tendenz, die Sportarten immer stärker zu standardisieren, wodurch in einer Gegenrichtung immer mehr neue Trendsportarten entstehen, die durch Auseinandersetzung mit der Natur der Standardisierung entgegenwirken. Parlebas steht damit in einer langen Tradition französischer Sportpädagogen, die einen soziologischen und psychomotorischen Ansatz verfolgen und wurde daher von Jean-Marie Brohm angegriffen, der ihm als Sportsoziologe vorwarf, die wichtigen Fragen des Sports und der Sportpädagogik nicht zu beantworten, nämlich welche Rückschlüsse auf die Gesellschaft eines solchen Sport- und Körperverständnis zulasse.

## Ehrungen
- 2002 Dr. h. c. Universität Lleida
- 2009 Ehrendekan der Sorbonne
- 2014 Ehrenmitglied der FIEP

## Publikationen
- Pierre Parlebas: Éléments de sociologie du sport. Pr. Univ. de France, Paris 1986, ISBN 2-13-039299-7.
- Pierre Parlebas: Jeux, sports et sociétés, lexique de praxéologie motrice. Éditions INSEP Paris, Coll. Recherche, 1999. ISBN 2-86580-103-9
- Pierre Parlebas: Sociologie du sport, en France aujourd'hui. Presses Univ. de France, Paris 2002, ISBN 2-13-053289-6.